# Riobamba

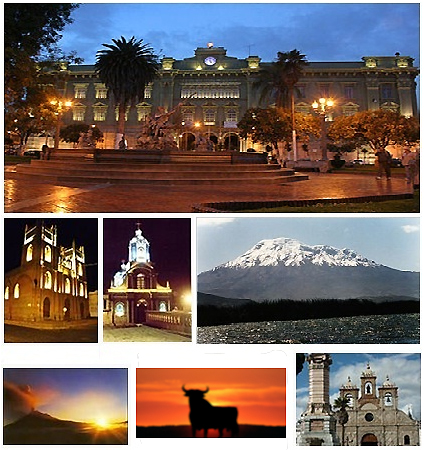
Riobamba

Riobamba (voller Name San Pedro de Riobamba) ist eine Stadt in Ecuador. Sie ist Hauptstadt der ecuadorianischen Provinz Chimborazo und Sitz des Bischofs von Riobamba. Zum Zensus 2010 hatte sie 146.324 Einwohner und ist Zentrum einer Agrarregion und bedeutender Verkehrsknotenpunkt in Ecuador.

## Geografie
Riobamba liegt in der zentralen Sierra in 2750 Metern Höhe in einem Becken der Anden im Tal des Flusses Río Chambo. Es ist umgeben von den schneebedeckten und zum Teil aktiven Vulkanen Chimborazo (6310 m), El Altar (5319 m), Carihuairazo (5020 m), Tungurahua (5023 m), Cubillín (4711 m) und Sangay (5230 m). Bis auf den Sangay sind alle von der Stadt aus zu sehen. Wegen seiner Lage wird Riobamba daher von Einheimischen auch als „Sultanin der Anden“ bezeichnet.

## Geschichte

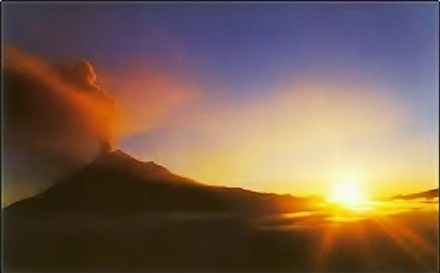
Vulkan Tungurahua

### Vorspanische Zeit
Die Gegend um das heutige Riobamba war das Zentrum der Puruhá-Kultur. Die Puruhá wurden nach längeren Kämpfen von den Inka unterworfen. Im Gebiet von Riobamba entstand vermutlich unter Huayna Cápac ein wichtiger Verwaltungs- und Nachschubposten der Inka zwischen Tomebamba (heute Cuenca), Latacunga und Quito. Strategisch unterstand das Gebiet der Inka-Herrschaft, die vom heutigen Quito aus ausgeübt wurde.
Riobamba wurde wahrscheinlich von Rumiñahui, einem General des im Krieg um die Erbfolge Huayna Cápacs siegreichen Atahualpa (einem Sohn Huayna Cápacs mit der ihm zur Frau gegebenen einzigen Tochter des letzten Herrschers der Shyris), auf dem Rückzug nach seiner Niederlage gegen die Truppen des spanischen Konquistadoren Sebastián de Benalcázar zerstört. Belalcázar soll wenig später, im August 1534, in der Gegend um Riobamba die Orte Santiago und San Francisco gegründet haben, die später nach Norden bzw. Westen verlegt bzw. neu gegründet wurden und heute Guayaquil und Quito bilden.

### Kolonialzeit
Riobamba machte zunächst nur wenig auf sich aufmerksam. 1575 wurde ein Ort namens San Pedro de Riobamba neu gegründet, der unter wechselnden Namen vor allem Militärstützpunkt war. Landwirtschaft und Viehzucht auf den umliegenden Fincas und Haciendas sowie Textilmanufakturen ließen aber auch die zivile Bedeutung Riobambas Stück für Stück wachsen, so dass die Stadt im 18. Jahrhundert ein bedeutender Markt und kulturelles Zentrum wurde.
Am 4. Februar 1797 wurde die Stadt durch ein Erdbeben nahezu vollständig zerstört, bei dem auch etwa die Hälfte der Einwohner und große Teile der Führungsschicht ums Leben kamen. 1799 wurde sie schließlich etwa 15 Kilometer nördlich an ihrem heutigen Standpunkt neu gegründet. An der Stelle des alten Riobamba befindet sich heute der Ort Cajabamba.

### Neuzeit
Am 21. April 1822 wurde Riobamba durch die Truppen des Befreiungskämpfers Antonio José de Sucre für unabhängig von der Real Audiencia de Quito erklärt. Es gehörte fortan zu Großkolumbien. In Riobamba wurde im August und September 1830 die erste Verfassung Ecuadors erarbeitet und mit der Unabhängigkeit am 23. September der Venezolaner Juan José Flores zum ersten Staatspräsidenten ausgerufen. Eine der Hauptstraßen Riobambas heißt daher heute Primera Constituyente.
In der zweiten Hälfte des 19. Jahrhunderts wurde Riobamba zu Verwaltungszentrum und Provinzhauptstadt mit Oberstem Gerichtshof. Zu Beginn der 1860er Jahre wurde durch Papst Pius IX. die Bolívar-Diözese mit Sitz in Riobamba eingerichtet.
Der Bau der Eisenbahnstrecke bewirkte zu Beginn des 20. Jahrhunderts einen deutlichen Aufschwung. Die Stadt wurde zur drittgrößten des Landes. Zahlreiche Zuwanderer, auch Einwanderer, ließen sich als Händler hier nieder. Prachtbauten und Vorstädte entstanden. Am 24. Februar 1909 ereignete sich aber auch ein schwerer Eisenbahnunfall, als in der Nähe der Stadt nach einer Gleisverwerfung ein Zug entgleiste und 30 Meter in die Tiefe stürzte. 25 Menschen starben, 40 wurden darüber hinaus verletzt.
Mitte der 1920er Jahre verlor die Stadtentwicklung an Dynamik und stagnierte mehrere Jahrzehnte. Hohe Auswandererzahlen nach Quito, Guayaquil und ins Ausland waren und sind die Folge, obwohl das Stadtwachstum seit Mitte der 1980er Jahre deutlich zugenommen hat.

## Kultur und Sehenswürdigkeiten

### Bauwerke

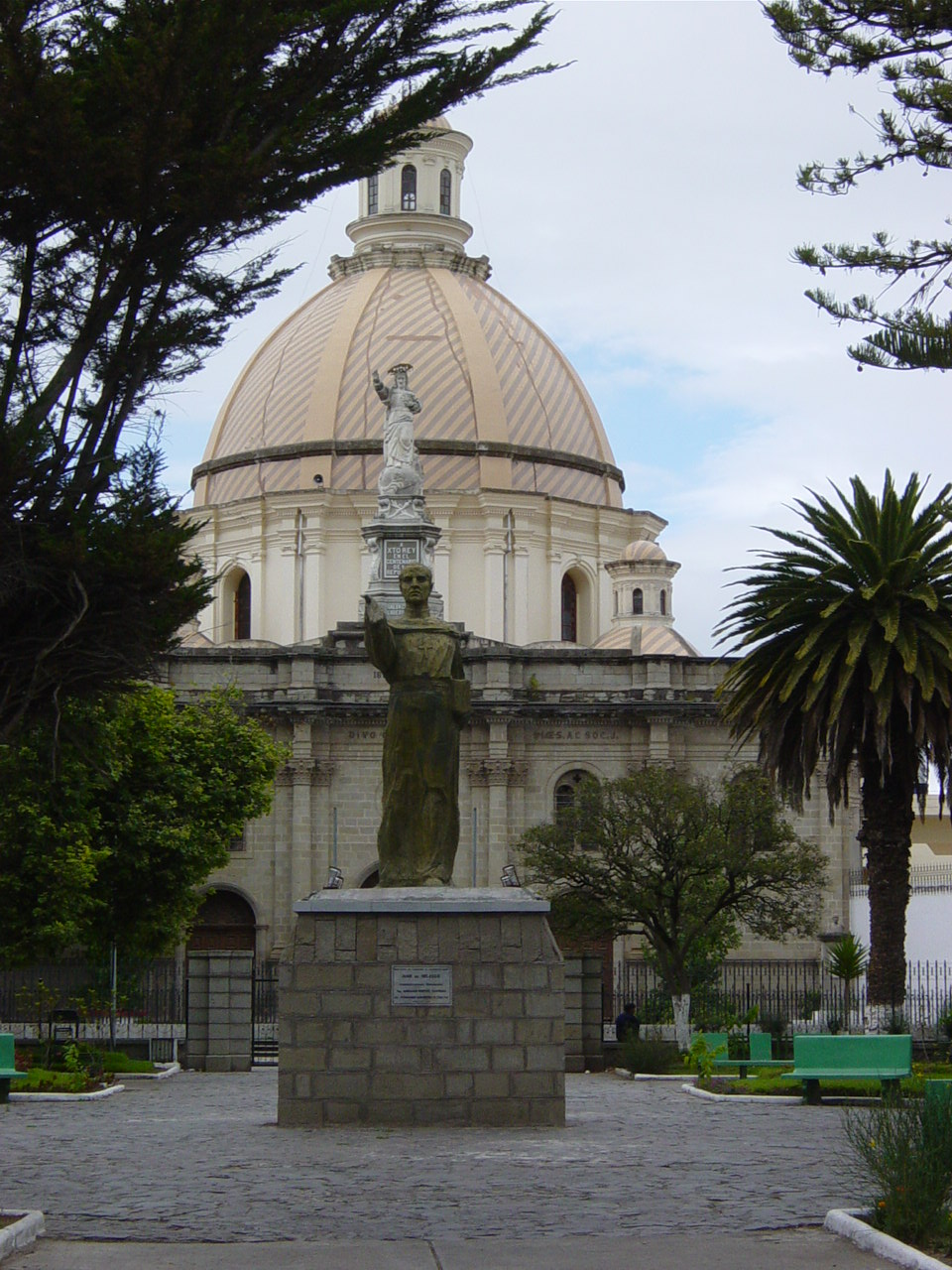
Gran Basílica del Sagrado Corazón de Jesús

Aufgrund der Zerstörung und Neugründung verfügt Riobamba über vergleichsweise wenige sehenswerte Bauwerke. Die Kirchen der Stadt sind in ihrem Inneren weitgehend schmucklos.
Die Kathedrale verdient dennoch Beachtung: während ihre Fassade im Españada-Stil („Mestizo-Barock“) aus den Trümmern des alten Riobamba rekonstruiert sein soll, dominieren im Inneren mit Beton, Glas und Holz modernere Elemente. Ihr angeschlossen ist ein Museum.
Die zwischen 1883 und 1915 erbaute Basilika im Parque La Libertad gilt als die einzige Rundkirche Ecuadors.
Auf dem Hügel Loma de Quito im nördlichen Stadtzentrum befindet sich die von Franziskanern erbaute Iglesia de San Antonio. Von diesem Hügel aus hat man auch einen besonders guten Blick auf Stadt und einen Teil der sie umgebenden Vulkane.

### Museen

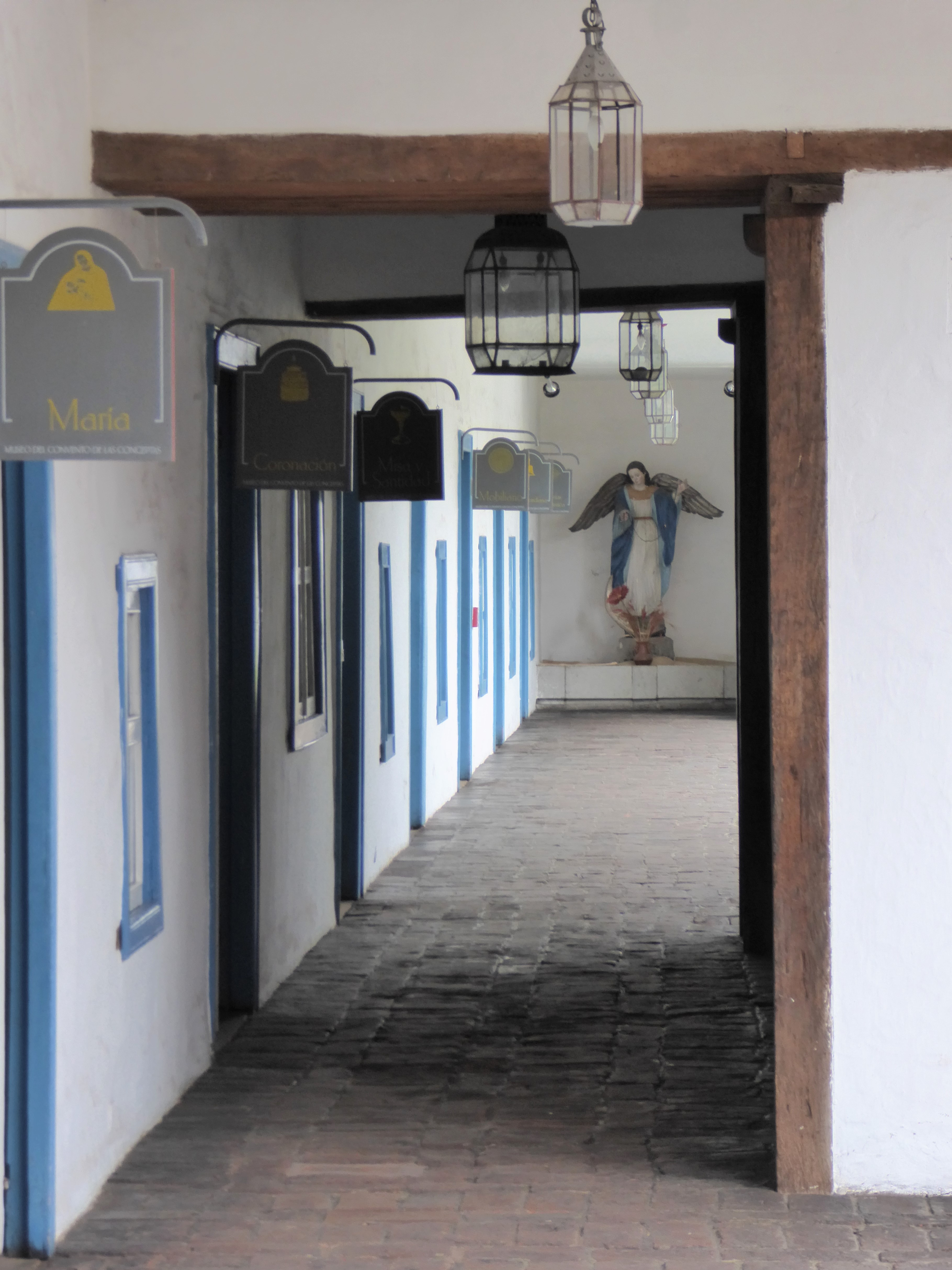
Im Museum für religiöse Kunst, dem Museo Religioso de la Concepción (2019)

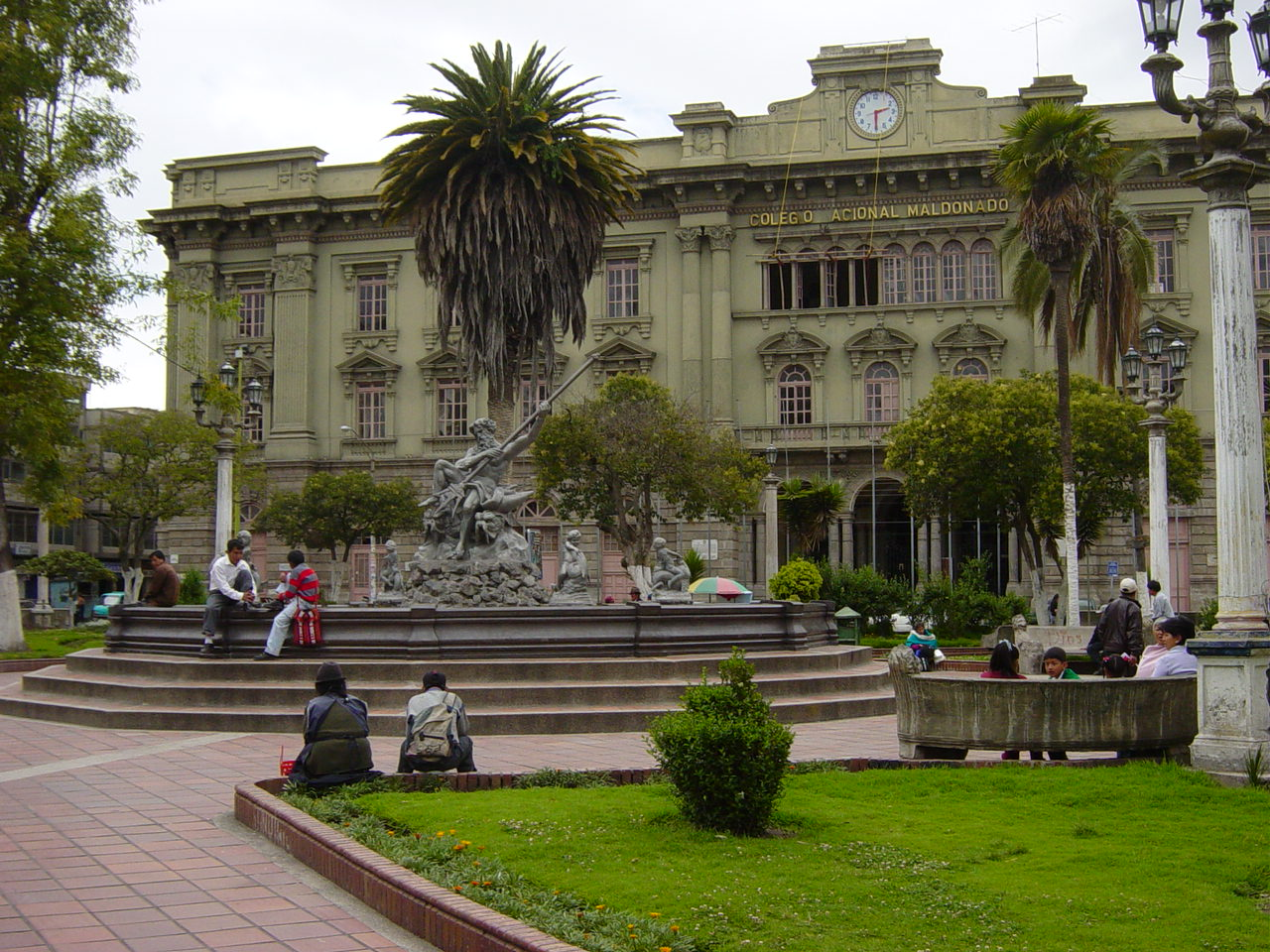
Das Colegio Maldonado im Sucre-Park

Das Museum religiöser Kunst in der Kirche Iglesia de la Concepción, das zum Konvent der Schwestern des Ordens der Heiligen Empfängnis gehört, zeigt Gemälde, Skulpturen und andere Objekte besonders aus der Kolonialzeit.
Das Colegio Maldonado, das an der Stelle des Dominikanerklosters steht, in dem 1830 die verfassunggebende Versammlung tagte, beherbergt ein naturkundliches Museum.

### Naturdenkmäler
Riobamba ist Ausgangspunkt von Bergwanderungen und Bergsteiger-Expeditionen zu den umliegenden Vulkanen. Ferner kann man diese auf der touristisch beliebten Zugfahrt durch die Anden von Riobamba über Alausí an der „Teufelsnase“ vorbei nach Huigra (und zurück) von weitem besichtigen. Unweit von Riobamba befindet sich der Sangay-Nationalpark, der zum Weltnaturerbe der UNESCO gehört.

## Wirtschaft und Infrastruktur
Die Umgebung insbesondere im Süden und Südosten von Riobamba ist ein bedeutendes Zentrum der Landwirtschaft zur Versorgung der Großstädte Ecuadors. Es werden vor allem Gemüse (Zwiebeln, Kartoffeln, Linsen, Erbsen, Bohnen etc.) angebaut, in Riobamba zusammengebracht und auf das gesamte Land verteilt. Daneben gibt es Industriebetriebe vor allem im Bereich der Textil-, Leder-, Holz- und Metallverarbeitung und der Keramik. Das kunsthandwerkliche Gewerbe fertigt vor allem Waren aus Keramik und dem Mark der Steinnuss.
Laut einer Studie der Ecuadorianischen Statistischen Instituts (INEC) von 2004 ist Riobamba nach der Kleinstadt Sangolquí bei Quito die am zweitbesten mit kommunaler Infrastruktur ausgestattete Stadt Ecuadors: 88,9 % der Haushalte haben fließendes Wasser, 96,4 % sind an die Kanalisation angeschlossen. 98,4 % sind ans Stromnetz, 53,3 % ans Telefonnetz angeschlossen. Die Müllabfuhr bedient 93 % der Haushalte. Das Sicherheitsniveau gehört zu den höchsten des Landes.

### Verkehr

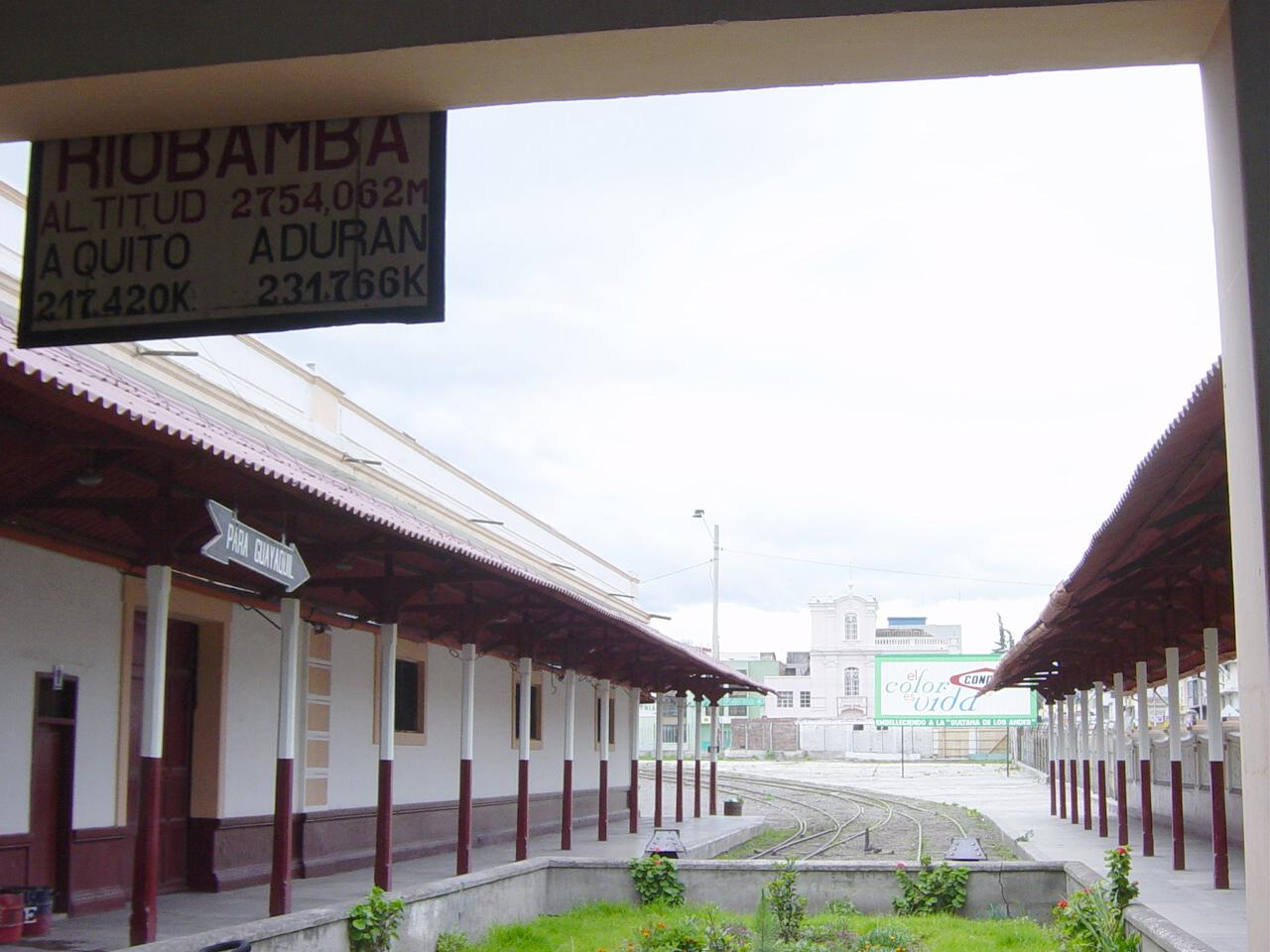
Im Bahnhof von Riobamba

Riobamba ist ein zentraler Punkt im Verkehrsnetz Ecuadors.
Es liegt zwischen Quito und Cuenca an der Panamericana-Straße, die das Land in Nord-Süd-Richtung durchzieht. In Riobamba kreuzt sie und vereint sich teilweise mit einer weiteren Straße, die nach Westen einerseits nach Guayaquil und andererseits über Machala an der Pazifikküste ins peruanische Tumbes führt. Nach Osten verläuft diese Straße über Baños nach Puyo und stellt damit eine wichtige Verbindung ins Amazonastiefland dar.
Für die Eisenbahnstrecke von Guayaquíl-Durán nach Quito der Ecuadorianischen Eisenbahn war Riobamba ein wichtiger Bahnhof, bevor der Streckenteil zur Küste 1998 durch Erdrutsche zerstört und durch Busverkehr in seiner Bedeutung eingeschränkt wurde. Fahrten von Riobamba (und manchmal von Quito) über Alausí nach Huigra mit dem Zug über die „Teufelsnase“ wurden jedoch weiterhin für Touristen angeboten. 2009–2013 erfolgte eine grundlegende Sanierung des über Jahrzehnte vernachlässigten Schienennetzes, sowie der Bahnhöfe und des rollenden Materials. Seither ist der Schienenweg zwischen Guayaquil-Durán und Quito wieder durchgehend nutzbar.
Im Norden der Stadt liegt der Flugplatz Chimborazo.

### Bildung
In Riobamba gibt es zwei regional bedeutende Universitäten, eine allgemeinbildend ausgerichtete Universidad Nacional und eine Polytechnische Hochschule.

## Sport
In der Stadt ist die Fußballmannschaft Centro Deportivo Olmedo zuhause.

## Söhne und Töchter der Stadt
- Pedro Vicente Maldonado (1704–1748), Universalgelehrter, Kartograph Ecuadors
- Juan de Velasco (1727–1792), Jesuit und Historiker
- Isabel Godin des Odonais (1728–1792), Expeditionsreisende
- César Antonio Mosquera Corral (1896–1971), Erzbischof von Guayaquil
- Carlos Mancheno (1902–1996), Militär und kurzzeitiger Diktator
- Ernesto Alvarez Alvarez (1925–1991), Erzbischof von Cuenca
- Luis Costales (1926–2006), Schriftsteller und Politiker
- Raúl Eduardo Kardinal Vela Chiriboga (1934–2020), römisch-katholischer Erzbischof von Quito und Kardinal der katholischen Kirche
- Bolívar Echeverría (1941–2010), Kulturphilosoph und Schriftsteller
- Áureo Patricio Bonilla Bonilla (* 1968), Geistlicher, Apostolischer Vikar von Galápagos
- Mónica Amboya (* 1982), Fußballschiedsrichterassistentin
- Augusto Batioja (* 1990), Fußballspieler

## Municipio
Das 64,73 km² große Municipio von Riobamba hatte beim Zensus 2010 156.723 Einwohner. Es ist in 5 Parroquias urbanas gegliedert.

### Lizarzaburu
Die Parroquia Lizarzaburu (⊙) erstreckt sich über den Westen der Stadt. 

### Maldonado
Die Parroquia Maldonado (⊙) erstreckt sich über den Osten der Stadt. Namensgeber war Pedro Vicente Maldonado, ein aus Riobamba stammender Universalgelehrter. 

### Velasco
Die Parroquia Velasco (⊙) erstreckt sich über den Norden der Stadt. Namensgeber war Juan de Velasco, ein aus Riobamba stammender Jesuitenpater.

### Veloz
Die Parroquia Veloz (⊙) erstreckt sich über den Süden der Stadt.

### Yaruquíes
Die Parroquia Yaruquíes (⊙) liegt am Westrand der Stadt.